# Juan Diego Flórez

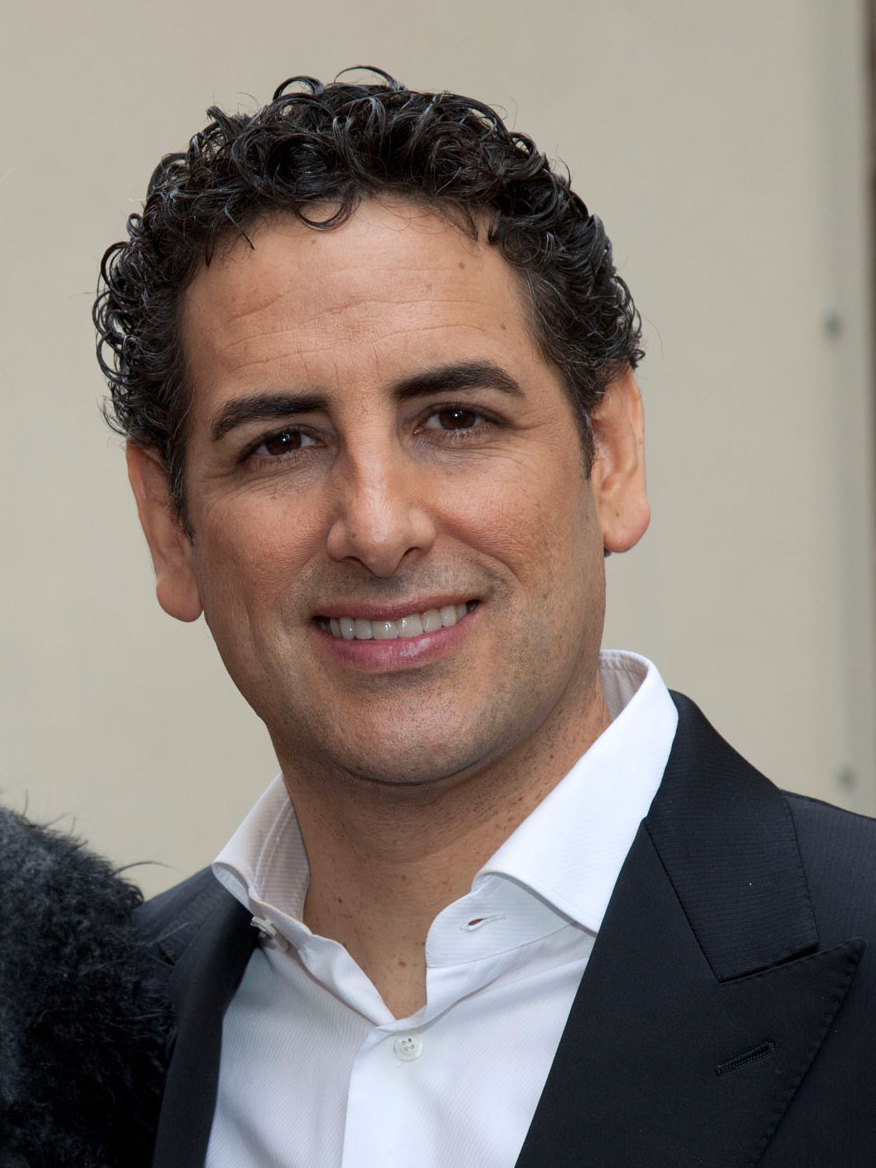
Juan Diego Flórez (2015)

Juan Diego Flórez (* 13. Januar 1973 in Lima, Peru) ist ein peruanisch-österreichischer Opernsänger (Tenor). Er gilt als der führende Vertreter des seltenen und schwierigen Tenore di grazia der Gegenwart. Inzwischen hat er sich zum lyrisch-dramatischen Tenor entwickelt.

## Leben
Sein Vater Rubén war ein peruanischer Volkssänger. Juan Diego Flórez begann seine Musikausbildung in Lima am Conservatorio Nacional de Lima. Seine wichtigsten Lehrer waren der Mentor und Manager Ernesto Palacio, selbst ein renommierter Rossini-Tenor, sowie Andrés de Santa Maria Gonzales, seinerseits Schüler von Jenö Sipos, René Jacobs und Dennis Hall. Dieser engagierte ihn auch als Chortenor im Coro Nacional del Peru in Lima, dem er drei Jahre lang angehörte.
Er setzte seine Studien 1993 am Curtis Institute of Music in Philadelphia fort. 1994 wurde er von seinem Manager Palacio eingeladen, an einer modernen Oper in Italien teilzunehmen. 1996 gab er sein Operndebüt in Matilde di Shabran beim Rossini-Opernfestival in Pesaro, wo seine ausdrucksstarke und bewegliche Stimme die Fachwelt beeindruckte. Pavarotti soll ihn als würdigen Thronfolger bezeichnet haben.
Flórez singt an den wichtigsten Opernhäusern der Welt (z. B. Metropolitan Opera, Wiener Staatsoper, Semperoper) und gastiert regelmäßig beim Festival in Pesaro, wo er auch einen Wohnsitz hat. Außerdem gibt er regelmäßig Konzerte.
Sein Repertoire umfasst die großen Tenorpartien von Rossini (La Cenerentola, Der Barbier von Sevilla, Zelmira etc.), Donizetti (La fille du régiment) und Bellini (I Capuleti e i Montecchi) und des Weiteren französische Partien des lyrischen Fachs.
Seit dem 23. April 2007 ist er mit der deutschen Schauspielerin Julia Flórez verheiratet. Die standesamtliche Zeremonie fand in Wien statt. Die kirchliche Hochzeit wurde am 5. April 2008 in der Kathedrale von Lima gefeiert.

## Diskografie (Auswahl)
- Rossini: Arias & Duets (Dirigent: Arthur Fagen; mit Vesselina Kasarova; RCA: 1999)
- Donizetti: Alahor in Granata (Dirigent: Josep Pons; Almaviva: 1999, CD)
- Donizetti: La fille du régiment (Dirigent: Bruno Campanella; mit Nathalie Dessay, Felicita Palmer, Alessandro Corbelli, Dawn French, Orchestra Royal Opera House; 2007, DVD)
- Rossini: Semiramide (Dirigent: Marcello Panni; mit Edita Gruberová und Ildebrando D’Arcangelo; Nightingale: 2002)
- Rossini: Arias (Dirigent: Riccardo Chailly; Decca: 2002)
- Una furtiva Lagrima (Dirigent: Riccardo Frizza; Decca: 2003)
- Great Tenor Arias (Dirigent: Carlo Rizzi; Decca: 2004)
- Rossini: Le comte Ory (Dirigent: Jesús López Cobos; DGG: 2004)
- Rossini: Il barbiere di Siviglia (Dirigent: Ralf Weikert; mit Edita Gruberová; Nightingale: 2004)
- Rossini: Matilde di Shabran (Dirigent: Riccardo Frizza; Live-Aufnahme von 2004; Decca: 2006, CD)
- Sentimiento latino (Decca: 2006)
- Arias for Rubini (Dirigent: Roberto Abbado; Decca: 2007)
- Bellini: La sonnambula (Dirigent: Alessandro de Marchi; Decca: 2008, CD)
- Bel canto spectacular (Dirigent: Daniel Oren; Decca: 2008)
- Rossini: La Cenerentola (Dirigent: Patrick Summers; mit Joyce DiDonato als Cenerentola; Decca: 2009, DVD)
- Rossini: Zelmira (Dirigent: Roberto Abbado; Live-Aufnahme vom August 2009; Decca: 2012, Blu-Ray & DVD)
- Gluck: Orphée et Eurydice (Dirigent: Lopez-Cobos; Live-Aufnahme von 2008; Decca: 2010, CD)
- Verdi: Rigoletto (Dirigent: Fabio Luisi; mit Diana Damrau, Zeljko Lucic, dem Sächsischen Staatsopernchor Dresden und der Sächsischen Staatskapelle Dresden; EMI Music: 2010, DVD)
- L’Amour (Dirigent: Roberto Abbado; Decca: 2014)
- Besame mucho (2018)

## Preise und Auszeichnungen (Auswahl)
- Premio Abbiati von der italienischen Musikkritik (1998/99)
- Rossini d’Oro in Pesaro (2000)
- Aureliano-Pertile-Preis
- Francesco-Tamagno-Preis
- L’Opera Award Preis
- Bellini’s Prize
- Österreichischer Kammersänger auf Antrag der Wiener Staatsoper (2012)
- Opus Klassik als Sänger des Jahres (2018)[3]